# Bierstadter Warte

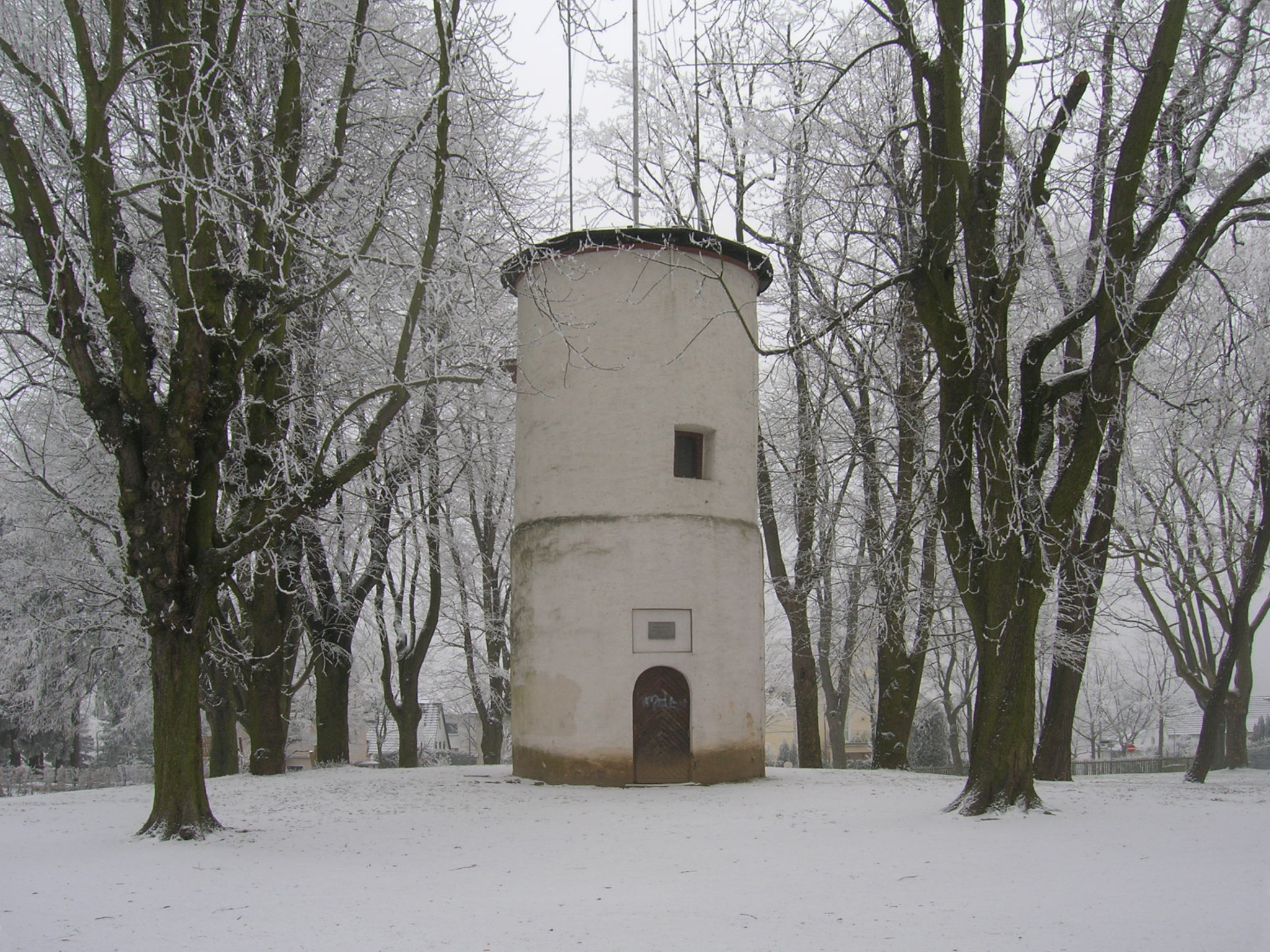
Bierstadter Warte im Dezember 2007

Die Bierstadter Warte ist ein 1473 von Graf Johann II. von Nassau-Wiesbaden-Idstein (1419–1480) errichteter Wartturm auf der Bierstadter Höhe in Wiesbaden-Bierstadt, der zur Beobachtung der Gegend um Mainz diente.
Der bis zum Dach 9,8 Meter hohe zylindrische Turm hat ein 60 Zentimeter hohes Dach, so dass seine Gesamthöhe 10,4 Meter beträgt. Er ist für die Öffentlichkeit nicht zugänglich und trägt auf seiner Spitze Antennen für den Feuerwehrfunk.

Das Ortswappen von Wiesbaden-Bierstadt mit der Darstellung des Wartturms

Der Wartturm ist ein Wahrzeichen von Bierstadt. Darstellungen des Turmes wurden bereits in historischen Gerichtssiegeln verwendet, und auch heute bildet eine stilisierte Darstellung des Wartturms in Silber auf rotem Grund das Ortswappen.
Am 18. Oktober 1814 hielt vor der Warte der Hofgerichtsadvokat Wilhelm Snell bei Fackelschein eine Rede über Freiheit und Gleichheit.
In der Nähe des Wartturms stand von 1910 bis 1918 der Bismarckturm, ein 50 m hoher hölzerner Aussichtsturm, der im Volksmund auch „Wiesbadener Eiffelturm“ genannt wurde.